# Оверња-Рона-Алпи
Оверња-Рона-Алпи (фр. Auvergne-Rhône-Alpes) нови је адмнистративни регион који је формиран 1. јануара 2016. спајањем региона: Оверња и Рона-Алпи. Регион обухвата 69.711 km² и у њему живи 7.820.966 становника.
Највећи град и административни центар региона је град Лион.